# موقع ماثوورلد
ماثوورلد (بالإنجليزية: MathWorld)‏ هو موقع إنترنت عن فهرسة علم الرياضيات بشكل موسوعي. تم تأسيسه من قبل إيريك ويستاين. ويتم تمويله من قبل ويلفرم ريسرش.

## وصلات خارجية
- الموقع الرسمي